# Ipurbeltz
Ipurbeltz va ser una revista basca de còmic, de periodicitat quinzenal editada per Erein. Va publicar-se entre 1977 i 2008. La publicació es dirigia al públic infantil i juvenil, i el seu objectiu era la difusió de l'euskera a través del còmic i la literatura. Junt a l'editorial Ikusager (1979) i altres revistes com Euzkadi Sioux (1979) i sobretot, Habeko Mik, va permetre la consolidació d'una escena de còmic al País Basc.

## Trajectòria
La revista naix en 1977 a Sant Sebastià, en plena expansió de les ikastoles i amb un revifament de la transmissió de l'euskera després de la mort del General Franco. Junt al naixement d'una televisió i una ràdio en esta llengua, va sorgir una revista didàctica de còmics i en euskera. En un principi sols tenia còmic si bé a poc a poc va introduint textos i relats en Euskera batua, i és distribuïda als centres escolars de la Comunitat Autònoma Basca. En ella col·laboraren autors com Anjel Lertxundi, Julen Lizundia, Antton Olariaga, Manu Ortega, Jon Zabaleta, Miguel Berzosa o Juan Luis Landa, entre d'altres.
Amb motiu del seu vint aniversari es remodelaria, reduint la seua periodicitat a mensual i deixant de publicar exclusivament còmics, per a oferir també textos. Després de 31 anys d'existència, 362 números i una tirada mensual de 2.500 exemplars, Erein va tancar la revista. L'últim número d'Ipurbeltz es publica en juny de 2008.